# Нутритивна повреда
Нутритивна повреда насилно је оштећење тела (здравља) која настаја насилним прекидом уноса хране или течности (или оба заједно). Она настаје искључиво дејством спољашњих фактора (за разлику од обољења, као природног оштећења здравља, које се развија спонтано, под утицајем како спољашњих (егзогених), тако и унутрашњих (ендогених) чинилаца.

## Врсте
Према начину настанка нутритивне повреде настају_
- Примарно,  као последица насилног гладовања, насилног жеђања или насилног гладовања и жеђања истовремено

- Секундарно,  као последица гладовања или жеђања услед сужености лумена једњака, након тровања јетким отровима било задесно или самоубилачки.[2]

### Насилно гладовање
Према клиничком току (трајању) насилно гладовање  (лат. Inanitio violenta) може  бити: 
- Акутно (краткотрајно)

- Хронично (дуготрајно)

Према пореклу насилно гладовање може бити:
- Задесно,  настало у посебним околностима (изгубљеност у ненастањеним пределима, затрпаност у затвореним просторима, јамама, снежним сметовима и слично).
- Секундарно,  због сужености луменса једњака, након тровања јетким отровима.[2]

- Самоубилачко, код особа лишених слободе, који одбијањем хране изражавају протест према режиму који их је затворио или желе од режима или васти изнудити неке уступке.

- Убилачко, које се најчешће спроводи над малом децом и немоћним особама и типичан је пример насилног оштећења здравља изведеног нечињењем.

### Насилно жеђање
Насилно жеђање (лат. Sitis violenta)  потпуни је прекид уноса течности у организам. По пореклу може бити:
- Задесно жеђање, која настаје у посебним околностима, у посебним околностима (изгубљеност у ненастањеним пределима, затрпаност у затвореним просторима, јамама и слично)
- Секундарно, код обилног трауматског крварења, комбустија, амбустија и код неких тровања.[2]

- Убилачко жеђање, којим се врши ускраћивањем узимања течности немоћним особама или особама које су на неки други начин доведене у зависност од других особа.

## Надживњавање код нутритивних повреда
Надживљавање код потпуног прекида узимања хране (без прекида узимања течности), траје различито. Код новорођенчади, смрт наступа просечно за 5 дана, смрт средње ухрањених индивидуа за око 3 недеље, а гојазних особа знатно касније.
Надживљавање код потпуног прекида узимања воде хране много је краће него оно код неузимања хране.  На то утиче огроман значај течности за функционисање свих система у организму.  Зато потпуни прекид  узимања течности, доводи до смрти  знатно брже него код гладовања; надживљавање изнад три дана изузетно је ретко. 

## Утврђивање смрти код нутритивних повреда
Утврћивање смрти услед нутритивних повреда тежак и сложен процес у коме се  оцена тежине насталог оштећења здравља врши према истим принципима према којима се процењују и механичке повреде.
Међутим за разлику од механичких повреда код нутритивних повреда током вештачења осим обдукционог налаза, вештак мора имати на располагању и потпуне податке о околностима догађаја, како би што поузданије утврдио узрочно-последичних веза,  штетних последица и фактора насилности.

### Обдукциони налаз
Обдукциони налаз показује потпуни нестанак субкутаног масног ткива, едеме, губитак мишићне масе и смањење масе свих органа осим мозга.
Гастроинтестинални тракт је празан, бледих и анемичних слузокожа, а код око 50% случајева налазе се плитке улцерације по слузокожи дебелог црева. 
Танатолошки налаз код смрти услед жеђања није карактеристичан: крв код умрлих  тамно је црвена и густа, мртвачка укоченост је јако изражена, а хлађење леша је полагано.